# Charles Sanft
Charles Theodore Sanft (* 11. August 1972 in Saint Paul) ist ein US-amerikanischer Historiker und Sinologe.

## Leben
Charles Sanft erwarb 1996 den Bachelor of Arts in Geschichte und Ostasienkunde an der University of Minnesota, 2000 den MA in Sinologie an der Universität von Minnesota, 2005 die Promotion in Sinologie an der Universität Münster und 2011 die Habilitation in Sinologie an der Universität Münster. Seit 2020 ist er Professor am Department of History der University of Tennessee.

## Schriften (Auswahl)
- Communication and cooperation in early imperial China. Publicizing the Qin dynasty. Albany 2014, ISBN 978-1-4384-5037-7.
- Literate community in early imperial China. The Northwestern frontier in Han times. Albany 2019, ISBN 978-1-4384-7513-4.